# Большое Елмъярви
Большое Елмъярви — озеро на территории Ругозерского сельского поселения Муезерского района Республики Карелии.

## Общие сведения
Площадь озера — 2,2 км², площадь водосборного бассейна — 51,7 км². Располагается на высоте 147,2 метров над уровнем моря.
Форма озера продолговатая: оно вытянуто с северо-запада на юго-восток. Берега изрезанные, каменисто-песчаные, местами заболоченные.
Через озеро протекает река Елма, впадающая в Ондозеро. Через Ондозеро протекает река Онда, втекающая, в свою очередь, в Нижний Выг.
В озере более десяти безымянных островов различной площади, однако их количество может варьироваться в зависимости от уровня воды.
К югу и востоку от озера проходит просёлочная лесная.
Код объекта в государственном водном реестре — 02020001311102000008241.